# فيروخ
الفيروخ (الاسم العلمي:Chelidoperca) هو جنس من الأسماك يتبع الفصيلة القرفصية من رتبة الفرخيات.